# Naturvårdsavtal

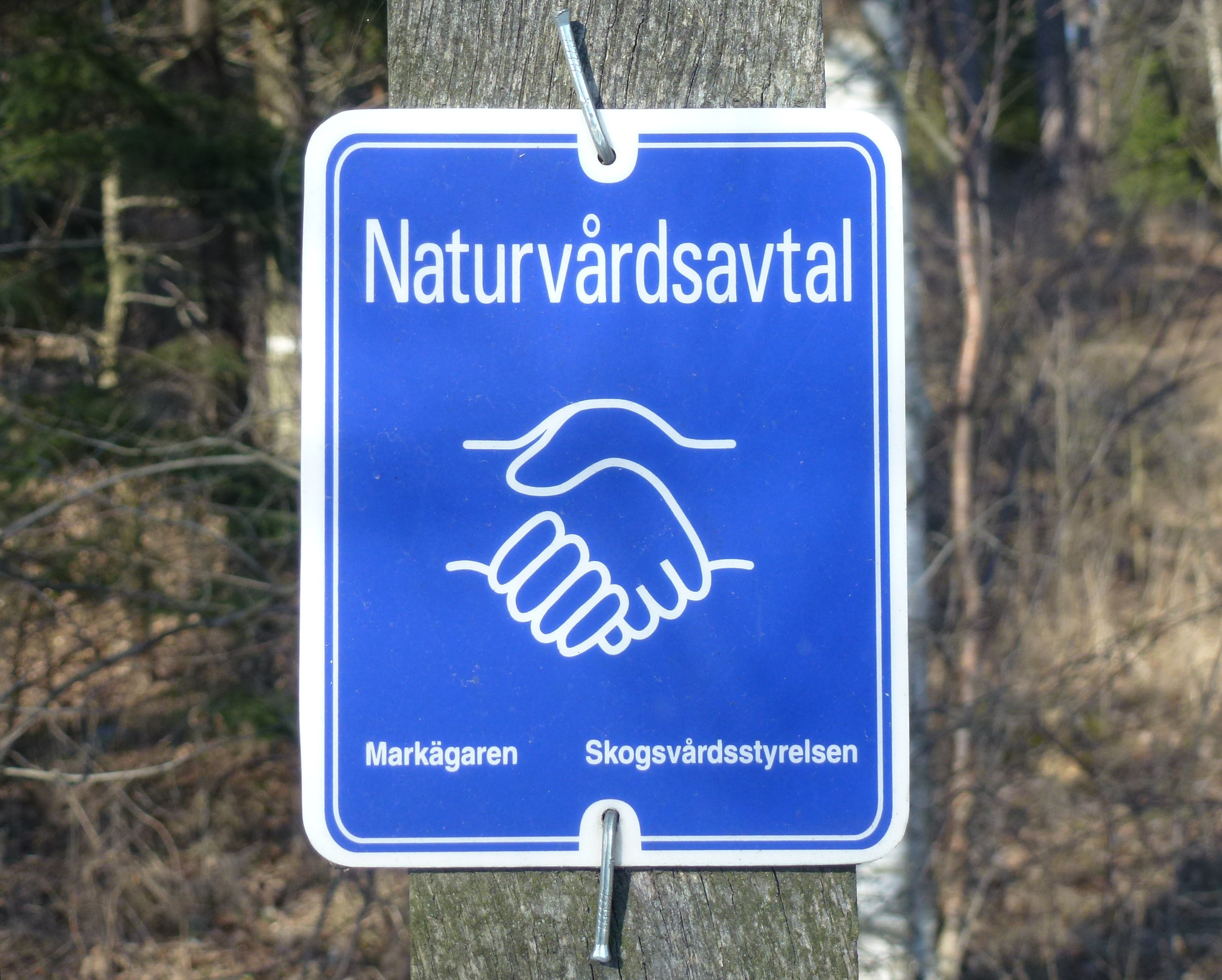
Naturvårdsavtal skylt vid Malmvik.

Naturvårdsavtal, svenskt civilrättsligt avtal för att skydda och utveckla miljön och naturen. 
Om andra skyddsformer inte räcker till eller anses onödiga kan skogsvårdsstyrelsen eller länsstyrelsen istället teckna ett naturvårdsavtal med den som äger marken. Man upprättar då ett tidsbestämt kontrakt med markägaren och skapar en skötselplan i vilket det definieras hur den specifika marken skall skötas. Avtalet utvärderas kontinuerligt och vid ett avtals slut kan ett nytt ta vid. Just nu ligger avtalen på maximalt 50 år, vilket är den längsta tid man lagsenligt kan binda sig i Sverige. 
Under avtalstiden måste markägaren avstå från:
- Avverkning och borttagande av död ved
- Plantering av barrträd
- Markberedning
- Avverkning av ädla lövträd som har en bröstdiameter större än 40 centimeter (bröstdiameter = diameter i brösthöjd, cirka 1,3 meter över mark)
- Avverkning av 20 barrträd per hektar som har en bröstdiameter större än 40 centimeter